# Bentley Mark V
Bentley Mark V — спортивный автомобиль, подготовленный к выпуску  британской компанией Bentley Motors в 1939 году. Наладить полноценное производство этой модели не позволила начавшаяся Вторая мировая война. Всего было изготовлено менее 20 экземпляров и только семь из них сохранились до настоящего времени.

## Описание

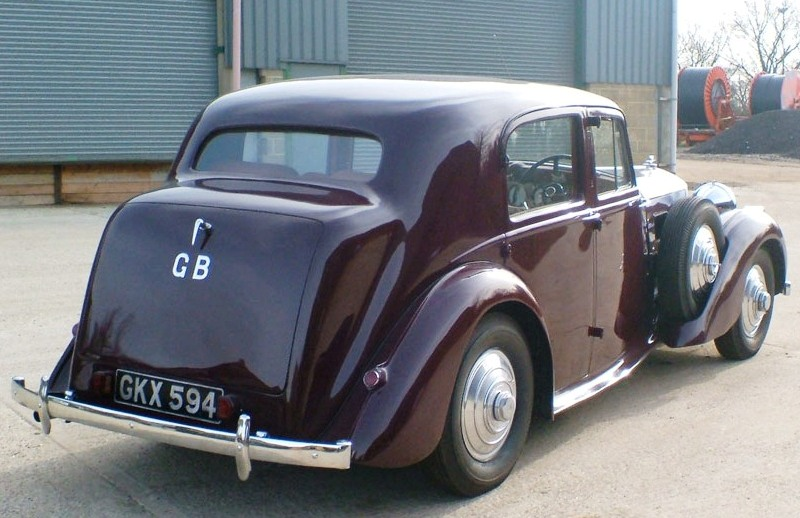

Новый автомобиль имел усиленную раму с повышенной жёсткостью на кручение, что положительно сказалось на его ходовых свойствах. Применявшийся ранее шестицилиндровый 4,25-литровый двигатель был немного модернизирован с целью повышения его надёжности и долговечности. Обновлённая коробка теперь имела синхронизаторы на всех передачах кроме первой. Тормоза остались прежними, барабанными на всех колёсах с механическим сервоприводом. Но главным в этом автомобиле была полностью новая независимая передняя подвеска на поперечных рычагах с пружинами в качестве упругих элементов и гидравлическими амортизаторами.
Разработка и доводка инновационного Mark V были самыми тщательными в истории компании. Для проверки надёжности автомобиля была проведена серия длинных пробегов по дорогам континентальной Европы. К осени 1939 года модель была полностью готова впервые официально предстать перед публикой на  Британском международном автосалоне.
Помимо стандартной модели с кузовами нескольких разных производителей, к показу готовился облегчённый и более мощный спортивный автомобиль, названный Corniche, с обтекаемым кузовом Жоржа Полен (англ. Georges Paulin). Летом 1939 года во время испытаний во Франции этот автомобиль попал в аварию. После ремонта, готовый к отправке в Англию кузов застрял в порту Дьепа, попал под бомбёжку и был постностью разрушен. В наше время было найдено и восстановлено оригинальное шасси́ автомобиля, а специалистами Bently к столетнему юбилею компании в 2019 году был воссоздан кузов по оригинальным чертежам, сохранившимся в архиве семьи Полен. 